# Miramont-de-Guyenne
Pour les articles homonymes, voir Miramont.
Miramont-de-Guyenne est une commune du Sud-Ouest de la France, située dans le département de Lot-et-Garonne (région Nouvelle-Aquitaine).

## Géographie

### Localisation
Bastide de Guyenne située sur la Dourdenne, affluent du Dropt, et les routes départementales 933, 667 et 668 entre Bergerac et Marmande dans le pays du Dropt.

### Communes limitrophes
Les communes limitrophes sont  Armillac, Lavergne, Montignac-Toupinerie, Peyrière, Puysserampion, Roumagne, Saint-Pardoux-Isaac et Seyches.
| Puysserampion | Roumagne             | Saint-Pardoux-Isaac |
| Peyrière      | Miramont-de-Guyenne  | Lavergne            |
| Seyches       | Montignac-Toupinerie | Armillac            |

### Climat
Pour des articles plus généraux, voir Climat de la Nouvelle-Aquitaine et Climat de Lot-et-Garonne.
Historiquement, la commune est exposée à un climat océanique aquitain.  
En 2020, Météo-France publie une typologie des climats de la France métropolitaine dans laquelle la commune est exposée à un climat océanique et est dans la région climatique Aquitaine, Gascogne, caractérisée par une pluviométrie abondante au printemps, modérée en automne, un faible ensoleillement au printemps, un été chaud (19,5 °C), des vents faibles, des brouillards fréquents en automne et en hiver et des orages fréquents en été (15 à 20 jours).
Pour la période 1971-2000, la température annuelle moyenne est de 13,1 °C, avec une amplitude thermique annuelle de 15,4 °C. Le cumul annuel moyen de précipitations est de 775 mm, avec 10,3 jours de précipitations en janvier et 6,6 jours en juillet. Pour la période 1991-2020, la température moyenne annuelle observée sur la station météorologique la plus proche, située sur la commune de Verteuil-d'Agenais à 15,8 km à vol d'oiseau, est de 13,8 °C et le cumul annuel moyen de précipitations est de 821,3 mm,. Pour l'avenir, les paramètres climatiques de la commune estimés pour 2050 selon différents scénarios d’émission de gaz à effet de serre sont consultables sur un site dédié publié par Météo-France en novembre 2022.

## Urbanisme

### Typologie
Au 1er janvier 2024, Miramont-de-Guyenne est catégorisée bourg rural, selon la nouvelle grille communale de densité à sept niveaux définie par l'Insee en 2022.
Elle appartient à l'unité urbaine de Miramont-de-Guyenne, une agglomération intra-départementale regroupant trois  communes, dont elle est ville-centre,,. Par ailleurs la commune fait partie de l'aire d'attraction de Miramont-de-Guyenne, dont elle est la commune-centre,. Cette aire, qui regroupe 5 communes, est catégorisée dans les aires de moins de 50 000 habitants,.

### Occupation des sols

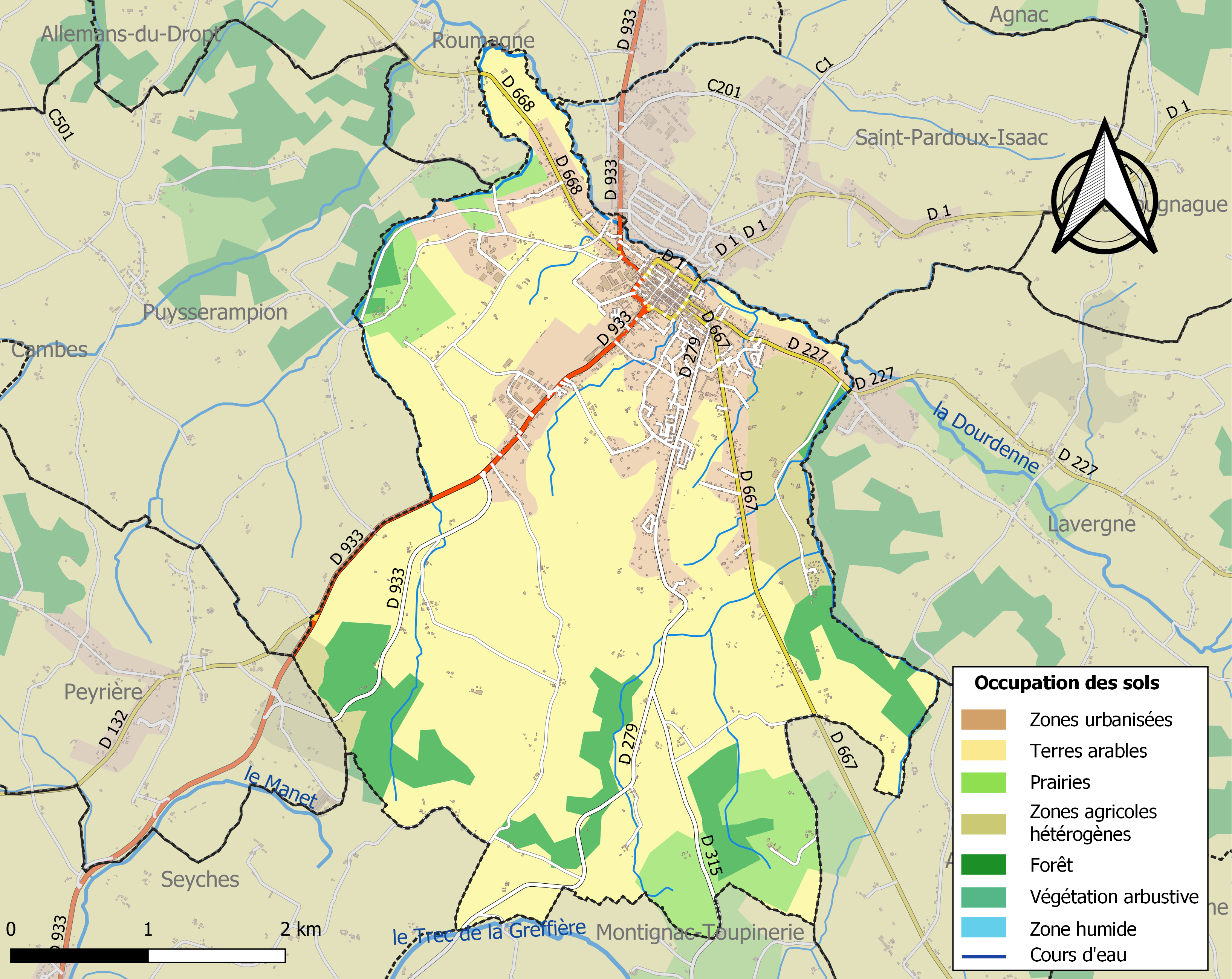
Carte des infrastructures et de l'occupation des sols de la commune en 2018 (CLC).

L'occupation des sols de la commune, telle qu'elle ressort de la base de données européenne d’occupation biophysique des sols Corine Land Cover (CLC), est marquée par l'importance des territoires agricoles (72 % en 2018), en diminution par rapport à 1990 (78,3 %). La répartition détaillée en 2018 est la suivante : 
terres arables (59,7 %), zones urbanisées (17,7 %), forêts (10,3 %), prairies (7,2 %), zones agricoles hétérogènes (5,1 %). L'évolution de l’occupation des sols de la commune et de ses infrastructures peut être observée sur les différentes représentations cartographiques du territoire : la carte de Cassini (XVIIIe siècle), la carte d'état-major (1820-1866) et les cartes ou photos aériennes de l'IGN pour la période actuelle (1950 à aujourd'hui).

### Risques majeurs
Le territoire de la commune de Miramont-de-Guyenne est vulnérable à différents aléas naturels : météorologiques (tempête, orage, neige, grand froid, canicule ou sécheresse), inondations, mouvements de terrains et séisme (sismicité très faible). Il est également exposé à un risque technologique,  le transport de matières dangereuses. Un site publié par le BRGM permet d'évaluer simplement et rapidement les risques d'un bien localisé soit par son adresse soit par le numéro de sa parcelle.

#### Risques naturels
Certaines parties du territoire communal sont susceptibles d’être affectées par le risque d’inondation par une crue à  débordement lent de cours d'eau, notamment le Trec de la Greffière et la Dourdenne. La commune a été reconnue en état de catastrophe naturelle au titre des dommages causés par les inondations et coulées de boue survenues en 1982, 1983, 1993, 1994, 1999 et 2009,.
Les mouvements de terrains susceptibles de se produire sur la commune sont des tassements différentiels.

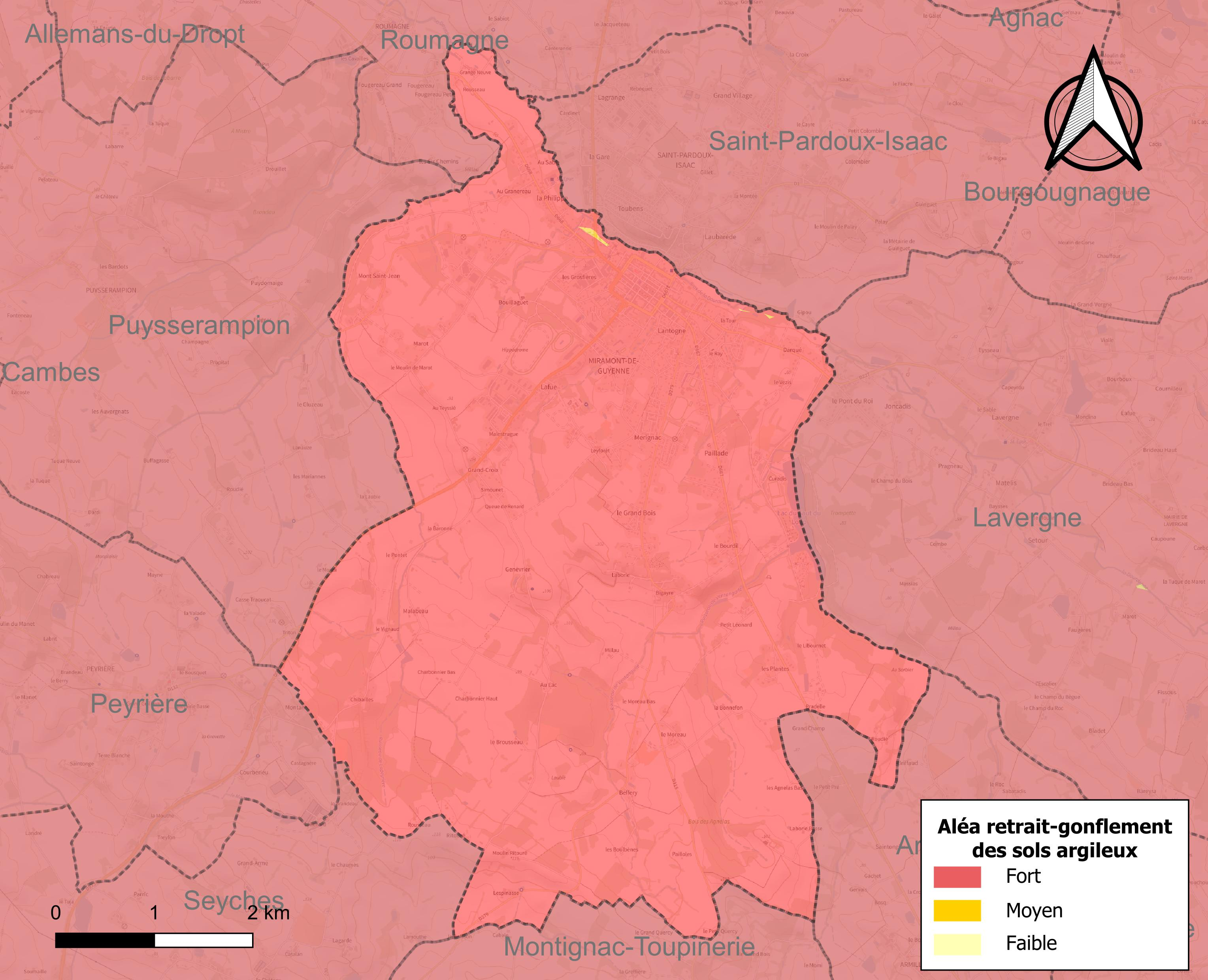
Carte des zones d'aléa retrait-gonflement des sols argileux de Miramont-de-Guyenne.

Le retrait-gonflement des sols argileux est susceptible d'engendrer des dommages importants aux bâtiments en cas d’alternance de périodes de sécheresse et de pluie. La totalité de la commune est en aléa moyen ou fort (91,8 % au niveau départemental et 48,5 % au niveau national). Depuis le 1er octobre 2020, en application de la loi ELAN, différentes contraintes s'imposent aux vendeurs, maîtres d'ouvrages ou constructeurs de biens situés dans une zone classée en aléa moyen ou fort,.
Concernant les mouvements de terrains, la commune a été reconnue en état de catastrophe naturelle au titre des dommages causés par la sécheresse en 1989, 1995, 2002, 2003, 2011 et 2017 et par des mouvements de terrain en 1999.

## Histoire
Miramont de Lauzun, tel était l'ancien nom de la bastide fondée entre 1278 et 1286, sur les terres du duc de Lauzun auprès de l'emplacement d'un poste de refuge ou de surveillance des Templiers.
Comme beaucoup de bastides de la région, Miramont de Lauzun a un plan en damier. Elle forme un quadrilatère pratiquement parfait et ses quatre rues principales se coupent aux quatre coins de la place centrale à arcades qui abritaient les étalages des marchands du Moyen Âge.
Une place carrée et bordée d'arcades, les cornières, en occupait le centre. Là se trouvait la halle dont le premier étage servait de maison commune. Les rues se coupaient à angle droit et le mur d'enceinte, garni de tours carrées, était protégé par un fossé.
Déjà peuplée à l'époque préhistorique, la région fut ensuite occupée par les Ibères, puis par un petit peuple gaulois - les Nitiobroges - cinq siècles avant notre ère.
C'est sous l'administration d'Alphonse de Poitiers, frère de Saint Louis, que Miramont connut une des périodes les plus fastes de son histoire. Redevenue anglaise en 1259, Miramont était, déjà à cette époque, une bourgade paisible et industrielle. Durant la guerre de Cent Ans, la ville fut plusieurs fois dévastée et ses habitants se dispersèrent dans la campagne voisine. En 1453, lorsque les Français eurent reconquis la Guyenne, Miramont se releva peu à peu de ses ruines et en 1494 Charles VIII rétablit son ancien statut de bastide et autorisa l'élection de deux consuls chargés de lever et répartir l'impôt.
Miramont traversa guerres de religion et Révolution et ce n'est qu'à l'époque de la Restauration qu'elle renoua avec son passé industriel notamment à travers la fabrication de chaussons de basane (fine peau de mouton).
L'aventure miramontaise de la chaussure commença au milieu du XIXe siècle. Au lendemain de la guerre, la mutation des techniques et la concurrence nécessitèrent une modernisation des matériels et une spécialisation des ouvriers. Dans les années 1950, les usines locales, qui couvraient à elles seules 75 % des besoins français en chaussons, se restructurèrent afin d'assurer également la fabrication de chaussures. Sur le plan national, "Les chaussures de Miramont" acquirent rapidement un renom d'élégance et de qualité qui fit de la cité une métropole reconnue de la chaussure.

## Politique et administration

### Liste des maires
| Période                                  | Période                  | Identité         | Étiquette     | Qualité                                                                                        |
| ---------------------------------------- | ------------------------ | ---------------- | ------------- | ---------------------------------------------------------------------------------------------- |
| mars 1959                                | février 1966             | Marcel Mennechet | DVD           | Conseiller général (1964-1967)                                                                 |
| février 1966                             | mars 1977                | Yves Dumichel    | Rad. puis MRG | Conseiller général (1967-1976)                                                                 |
| mars 1977                                | mars 1983                | René Cabanne     |               |                                                                                                |
| mars 1983                                | janvier 1992 (démission) | Marcel Mennechet | DVD           |                                                                                                |
| janvier 1992                             | mars 2008                | Georges Richard  | RPR puis UMP  | Retraité de l'enseignement Député de la deuxième circonscription de Lot-et-Garonne (1993-1997) |
| mars 2008                                | mars 2014                | Alain Jordana    | DVG           | Retraité de l'enseignement                                                                     |
| mars 2014                                | 2020                     | Michel Laplanche | LR            | Médecin généraliste                                                                            |
| 2020                                     | En cours                 | Jean-Noël Vacqué |               |                                                                                                |
| Les données manquantes sont à compléter. |                          |                  |               |                                                                                                |

### Politique environnementale
Dans son palmarès 2024, le Conseil national de villes et villages fleuris de France a attribué deux fleurs à la commune.

## Population et société

### Démographie
L'évolution du nombre d'habitants est connue à travers les recensements de la population effectués dans la commune depuis 1793. Pour les communes de moins de 10 000 habitants, une enquête de recensement portant sur toute la population est réalisée tous les cinq ans, les populations de référence des années intermédiaires étant quant à elles estimées par interpolation ou extrapolation. Pour la commune, le premier recensement exhaustif entrant dans le cadre du nouveau dispositif a été réalisé en 2004.

En 2022, la commune comptait 3 082 habitants, en évolution de −3,36 % par rapport à 2016 (Lot-et-Garonne : −0,18 %, France hors Mayotte : +2,11 %).
| 1793  | 1800 | 1806 | 1821  | 1831  | 1836  | 1841  | 1846  | 1851  |
| ----- | ---- | ---- | ----- | ----- | ----- | ----- | ----- | ----- |
| 1 385 | 707  | 876  | 1 136 | 1 560 | 1 537 | 1 636 | 1 767 | 1 803 |

| 1856  | 1861  | 1866  | 1872  | 1876  | 1881  | 1886  | 1891  | 1896  |
| ----- | ----- | ----- | ----- | ----- | ----- | ----- | ----- | ----- |
| 1 830 | 1 922 | 1 948 | 2 045 | 2 002 | 1 993 | 2 187 | 2 002 | 2 034 |

| 1901  | 1906  | 1911  | 1921  | 1926  | 1931  | 1936  | 1946  | 1954  |
| ----- | ----- | ----- | ----- | ----- | ----- | ----- | ----- | ----- |
| 2 026 | 2 175 | 2 166 | 1 831 | 2 046 | 2 008 | 2 170 | 2 216 | 2 391 |

| 1962  | 1968  | 1975  | 1982  | 1990  | 1999  | 2004  | 2006  | 2009  |
| ----- | ----- | ----- | ----- | ----- | ----- | ----- | ----- | ----- |
| 3 038 | 3 744 | 3 964 | 3 692 | 3 450 | 3 360 | 3 263 | 3 241 | 3 214 |

| 2014  | 2019  | 2022  | - | - | - | - | - | - |
| ----- | ----- | ----- | - | - | - | - | - | - |
| 3 184 | 3 092 | 3 082 | - | - | - | - | - | - |

### Manifestations culturelles et festivités

#### Bastid'Art
L'événement phare de Miramont de Guyenne, c'est le Festival International des Arts de la Rue Bastid'Art qui a lieu chaque premier week-end du mois d'août durant 4 jours et ce, depuis 20 ans en 2014.
Offrir du spectacle vivant de qualité sur ce territoire rural, créer du lien pour replacer l'humain au centre des préoccupations, c'est le projet de l'association Bastid'Art qui a la farouche volonté de perpétuer les valeurs circassiennes à Miramont de Guyenne (inculquées par les frères Court et Albertini, grandes figures du cirque du début du XXe siècle) pour que continue le spectacle dans les rues de la Bastide et au-delà !

## Culture locale et patrimoine

### Lieux et monuments
- Château de Bouilhaguet.

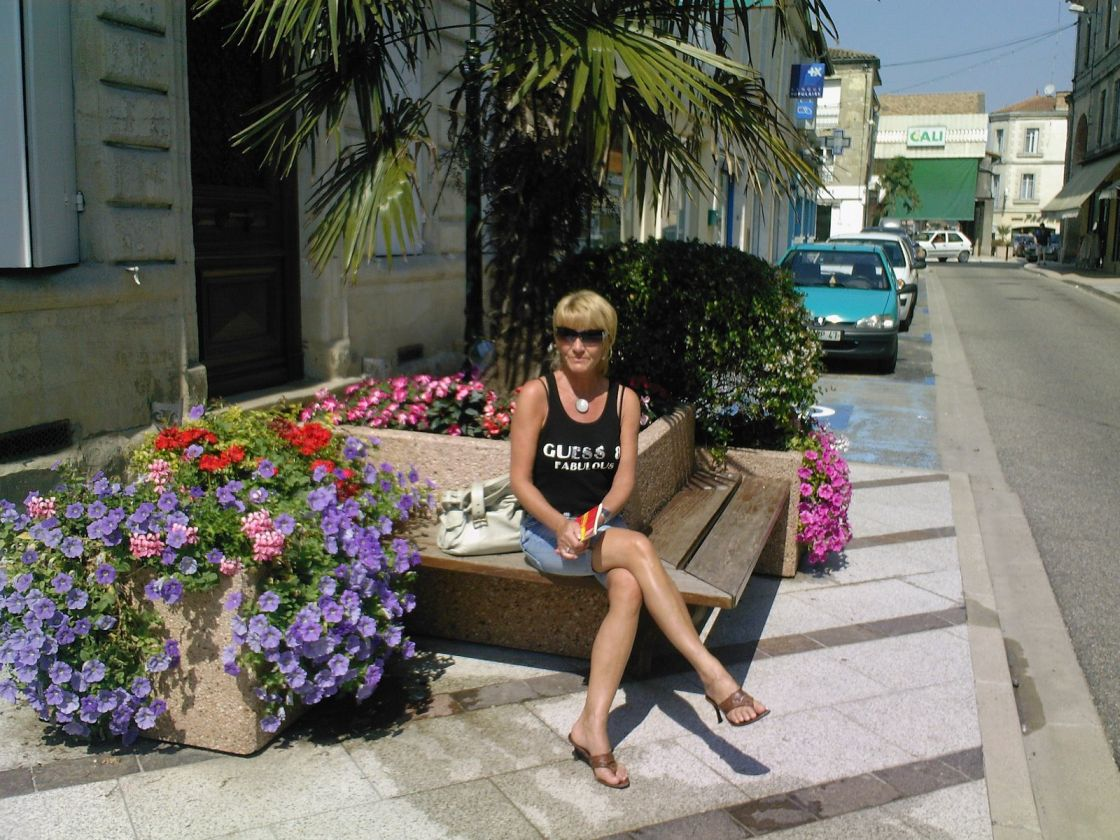
Rue fleurie.

- Vestiges du châtelet de Jeanne d'Albret.
- Église Sainte-Marie de Miramont-de-Guyenne construite en 1860. Elle a été restaurée pour éviter l'effondrement des voûtes et a été inaugurée en 1962. De nouveaux vitraux dus à un artiste de Karlsruhe Emil Wachter (de) sont commandés en 1967. Ils ont été mis en place par le père Louis Franchéo. Ces vitraux sont polychromes dont un bleu vif dit « bleu de Miramont »[28].
- Église Saint-Étienne de Beffery du XIIIe siècle[29].

### Personnalités liées à la commune
- Famille de Pestels
- Jean Castenet
- Pierre Milhet de Belle-Isle (1743-1817), homme politique né et décédé à Miramont-de-Guyenne, député du tiers état aux États généraux de 1789.
- Jacques-Philippe Delmas de Grammont (1796 La Sauvetat-du-Dropt-1862 Miramont-de-Guyenne) : général qui fit voter la première loi qui punissait les maltraitances envers les animaux domestiques. Cette loi datant du 2 juillet 1850 porte son nom.
- Jean-Baptiste Sylvere Gaye : vicomte de Martignac.
- Isidore Soussial : homme industriel, à l'origine du chausson de basane.
- Joseph Soussial (1852-1915), homme politique né et décédé à Miramont-de-Guyenne, maire de Miramont-de-Guyenne en 1909, député de Lot-et-Garonne de 1910 à 1914.
- Guy Casaril.
- Éliane Thiollier.
- Pierre Issartier, homme politique né le 20 août 1816 à Miramon (Lot-et-Garonne) et décédé le 22 mai 1887 à Monségur (Gironde).
- Paulette Bernège (1896 – 25 novembre 1973) journaliste française, auteur spécialiste d'art ménager

### Héraldique
| Blason de Miramont-de-Guyenne | Blason  | Parti : au premier de gueules à l'épée haute d'or, au second d'azur au château d'argent, accompagné de deux gerbes de blé du même, une en chef et une en pointe. Devise"Le fort céans 1494 portait le faible" |
| Blason de Miramont-de-Guyenne | Détails | Le statut officiel du blason reste à déterminer. |